# Conseil de Wellington
Ne doit pas être confondu avec comté de Wellington (Victoria).
Le conseil de Wellington (en anglais : Wellington Council) est une ancienne zone d'administration locale située dans l'État de Nouvelle-Galles du Sud en Australie.

## Géographie
Étendu sur 4 113 km2 dans la zone centrale de l'État, le conseil était arrosé par la Macquarie et traversé par la Mitchell Highway.
Il comprenait la ville de Wellington, son chef-lieu, ainsi que les localités de Dripstone, Euchareena, Geurie, Maryvale, Stuart Town et Yeoval.

## Histoire
Le 12 mai 2016, par décision du gouvernement de Nouvelle-Galles du Sud, le conseil de Wellington est fusionné avec la ville de Dubbo pour former le conseil de la région des Plaines de l'ouest qui prend le nom de conseil de la région de Dubbo le 7 septembre de la même année.

## Démographie
En 2011, la population s'élevait à 8 493 habitants.